# Eupithecia inexplicabilis
Eupithecia inexplicabilis är en fjärilsart som beskrevs av András Vojnits 1982. Eupithecia inexplicabilis ingår i släktet Eupithecia och familjen mätare. Inga underarter finns listade i Catalogue of Life.